# Verein Jüdischer Studenten Ivria Heidelberg
Der  Verein Jüdischer Studenten Ivria Heidelberg (Kurzform: VJSt Ivria Heidelberg) war eine jüdische Studentenverbindung in Heidelberg. Ihr Name Ivria bedeutete auf Hebräisch „Die Hebräische“.

## Geschichte
Gegen Ende des 19. Jahrhunderts begann sich im Deutschen Reich eine zunehmend antisemitische Stimmung auszubreiten. Auch die Studentenverbindungen waren davon betroffen und begannen teilweise jüdische Verbindungsmitglieder auszuschließen. Als Reaktion hierauf entstanden eigene jüdische Korporationen, zum Teil mit unterschiedlicher Zielsetzung.
Während die 1890 entstandene Bavaria Heidelberg für jüdische Assimilation und Anpassung eintrat, wurde die Ivria Heidelberg als eindeutig zionistisch ausgeprägt gegründet. Viele Quellen nennen 1911 als Gründungsdatum, andere sprechen bereits von 1907. Möglicherweise ist hier eine provisorische Vorläufergesellschaft gemeint, die sich vorübergehend dem 1906 gegründeten Kartell zionistischer Verbindungen (KZV) angeschlossen hatte.
Beide Verbindungen konkurrierten scharf miteinander, als die Ivria 1913 anlässlich der Beerdigung eines russisch-jüdischen Mitstudenten bei der Grabrede als „Vertreter der jüdischen Studentenschaft“ auftrat, folgten harsche Briefwechsel, der Konflikt wurde durch eine Fechtpartie beigelegt. Zumindest eine weitere traditionelle Studentenverbindung für männliche Juden in Heidelberg (Nicaria) ist belegt, darüber hinaus gab es seit 1919 die Jüdisch-Akademische Vereinigung, eine gemischte Studentenverbindung.
Am 19. Juli 1914 beteiligte sich die Ivria an der Gründung des Dachverbandes K.J.V., des Kartells Jüdischer Verbindungen. Dieser hatte zunächst 13, 1929 dann 18 Mitgliedsbünde. Da die Ivria kein eigenes Korporationshaus besaß, trafen sich die Mitglieder regelmäßig in der Gaststätte „Goldenes Fäßchen“, die somit als Konstante fungierte. Eine vollständige Anerkennung war der jüdischen Korporation nicht vergönnt. Zunehmend kam es zu Auseinandersetzungen mit Rechtsradikalen und Judenfeinden.
Ab den 30er Jahren (und speziell nach der Machtergreifung 1933) radikalisierten sich die Konflikte. Auf der Universität Heidelberg kam es nunmehr zu schweren Schlägereien zwischen den Angehörigen völkischer Organisationen und jenen der jüdischen Verbindungen. Im Lauf des Jahres 1933 löste sich die Ivria dann nach und nach unter dem nationalsozialistischen Druck auf.

## Bekannte Mitglieder
- Nahum Goldmann (1895–1982), Gründer und Präsident des Jüdischen Weltkongresses
- Eugen Täubler (1879–1953), deutscher Althistoriker
- Giora Josephthal (1912–1962), israelischer Arbeitsminister 1960–61, danach Minister für Wohnungsbau und Entwicklung